# Námořní medaile admirála Sebastiána Francisca de Mirandy
Námořní medaile admirála Sebastiána Francisca de Mirandy (španělsky: Medalla Naval Almirante Sebastián Francisco de Miranda) je venezuelské vojenské vyznamenání založené roku 2006.

## Historie a pravidla udílení
Vyznamenání bylo založeno dekretem č. 35571 ze dne 4. května 2006. Medaile byla pojmenována po venezuelském vojevůdci a revolucionáři Franciscu de Miranda. Udílena je příslušníkům venezuelských i zahraničních ozbrojených sil včetně jejich civilních zaměstnanců za významné mimořádné služby Ozbrojeným silám Venezuely. Dále je udílena lidem, kteří vykonali důležitou službu ve prospěch venezuelských ozbrojených sil, či vynikli během své služby v těchto silách.

## Popis medaile
Medaile má tvar modře smaltovaného maltézského kříže. Uprostřed je oválný červeně smaltovaný medailon s barevně smaltovaným znakem venezuelského námořnictva. Kříž je položen na kotouči. Průměr odznaku je 70 mm.
Stuha z hedvábného moaré široká 36 mm sestává ze tří stejně širokých pruhů v barvách tmavě modré, žluté a červené. Délka stuhy je 50 mm.